# Карфагенская церковь
Карфаге́нская це́рковь (лат. Archidioecesis Carthaginensis) — историческая поместная христианская церковь с центром в городе Карфаген, существовавшая во II—XIII вв. Первым, документально зафиксированным, епископом Карфагена около 230 года был Агриппин. Карфаген был восстановлен в римский период благодаря инициативе Гая Юлия Цезаря и реализации данного проекта императором Августом. Когда христианство прочно утвердилось в римской провинции Африка, Карфаген стал его естественным духовным центром. Карфаген впоследствии осуществлял неофициальное первенство в качестве архиепископии, будучи наиболее важным центром христианства во всей римской Африке, соответствующей большей части Магриба. Таким образом, глава церкви пользовался почётным титулом патриарх, а также предстоятель Африки: Папа Лев I подтвердил первенство епископа Карфагенского в 446 году: «действительно, после римского епископа ведущим епископом и митрополитом для всей Африки является епископ Карфагенский».
Таким образом, Карфагенская церковь была для ранней африканской церкви связующим и объединяющим звеном, как и Римская церковь была для христианской церкви в Италии. Архиепископия использовала африканский обряд, вариант одного из западных литургических обрядов на латинском языке, возможно, местное примитивное использование римского обряда. Среди известных фигур этой церкви выделяются — Святая Перпетуя, Святая Фелицитата со спутниками (принявшие мученическую кончину около 203 года), Тертуллиан (около 155—240 годы), Киприан (около 200—258 годы), Цецилиан (умер в 345 году), Аврелий Карфагенский (умер в 429 году) и Евгений Карфагенский (умер в 505 году). Тертуллиан и Киприан оба считаются Отцами христианской Церкви. Тертуллиан, богослов частично берберского происхождения, сыграл важную роль в развитии концепции Троицы и был первым, кто широко применил латинский язык в своих богословских трудах. Таким образом, Тертуллиан был назван «отцом латинской церкви» и «основателем Западной теологии». Карфаген оставался важным центром христианства, где состоялось несколько карфагенских соборов.
В VI веке церковь столкнулась с серьёзными вызовами, грозившими существованию самой Карфагенкой церкви, ими были: донатизм, арианство, манихейство и пелагианство. Некоторые сторонники данных ересей отпадали от Церкви и устанавливали свои собственные параллельные структуры.
Карфаген пал после битвы при Карфагене в ходе мусульманского завоевания Северной Африки. Архиепископский престол остался, но христианство на этих землях пришло в упадок и было уничтожено в результате жестоких гонений со стороны мусульман. Последний постоянный архиепископ Кириак был задокументирован в 1076 году.

## История

### Античность

#### Первые епископы

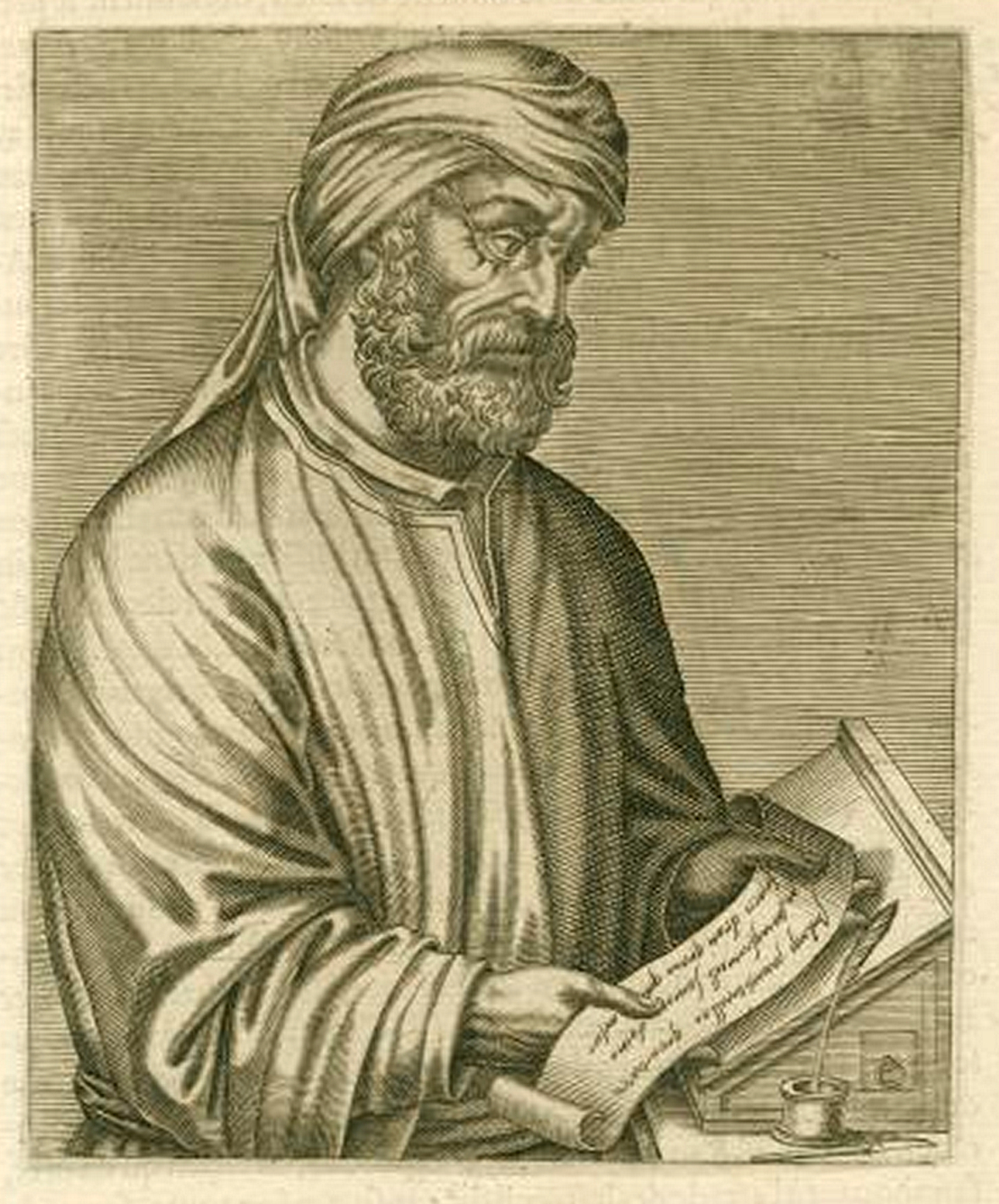
Тертуллиан, богослов частично берберского происхождения, сыграл важную роль в развитии концепции Троицы и был первым, кто широко использовал латинский язык в своих богословских трудах. Таким образом, Тертуллиан был назван «отцом латинской церкви» и «основателем Западной теологии».

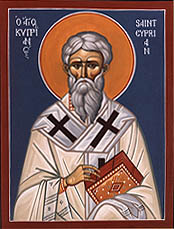
Киприан Карфагенский, Тасций Цецилий Киприан, епископ Карфагена, Отец Церкви, умер мученической смертью в 258 году.

Христианство распространилось в Северо-Западной Африке ещё в апостольские времена. В христианской традиции некоторые источники называют первым епископом Карфагена Крискента, рукоположённого Апостолом Петром, или Сперата, одного из Сциллитанских мучеников. Апостол от семидесяти Святой Епенет стал первым архиепископом Карфагенским, его имя встречается в записях Ипполита Римского и других духовных лиц. В рассказе о мученической смерти святой Перпетуи и её спутников в 203 году упоминается Оптат, который обычно считается архиепископом Карфагена, но вместо этого он мог быть епископом Тебурбы. Первым точно определённым и исторически задокументированным, около 230-х годов, архиепископом Карфагена является Агриппин Карфагенский. Также исторически определённым является архиепископ Донат I, непосредственный предшественник Киприана (249—258 годы).

#### Возвышение Карфагенской кафедры
Статус Карфагена, как столицы провинции и второго по величине после Рима города в западной части империи, с самого начала способствовал возвышению данной кафедры над соседними. Уже во II веке Карфаген становится одним из важнейших христианских центров. Архиепископ Карфагена носил титул «епископа Африки, Нумидии, Триполитании и Мавретании». К 180 году в его области уже было 70 епископских кафедр. Карфагенская церковь в конце II века становится средоточием одной из двух основных школ богословия первых столетий (вторая — Александрийская школа). Выдающимися богословами Карфагенской церкви стали священномученик Киприан Карфагенский и блаженный Августин Гиппонский. Некоторое время архиепископ Карфагена носил почётный титул патриарха Карфагена.

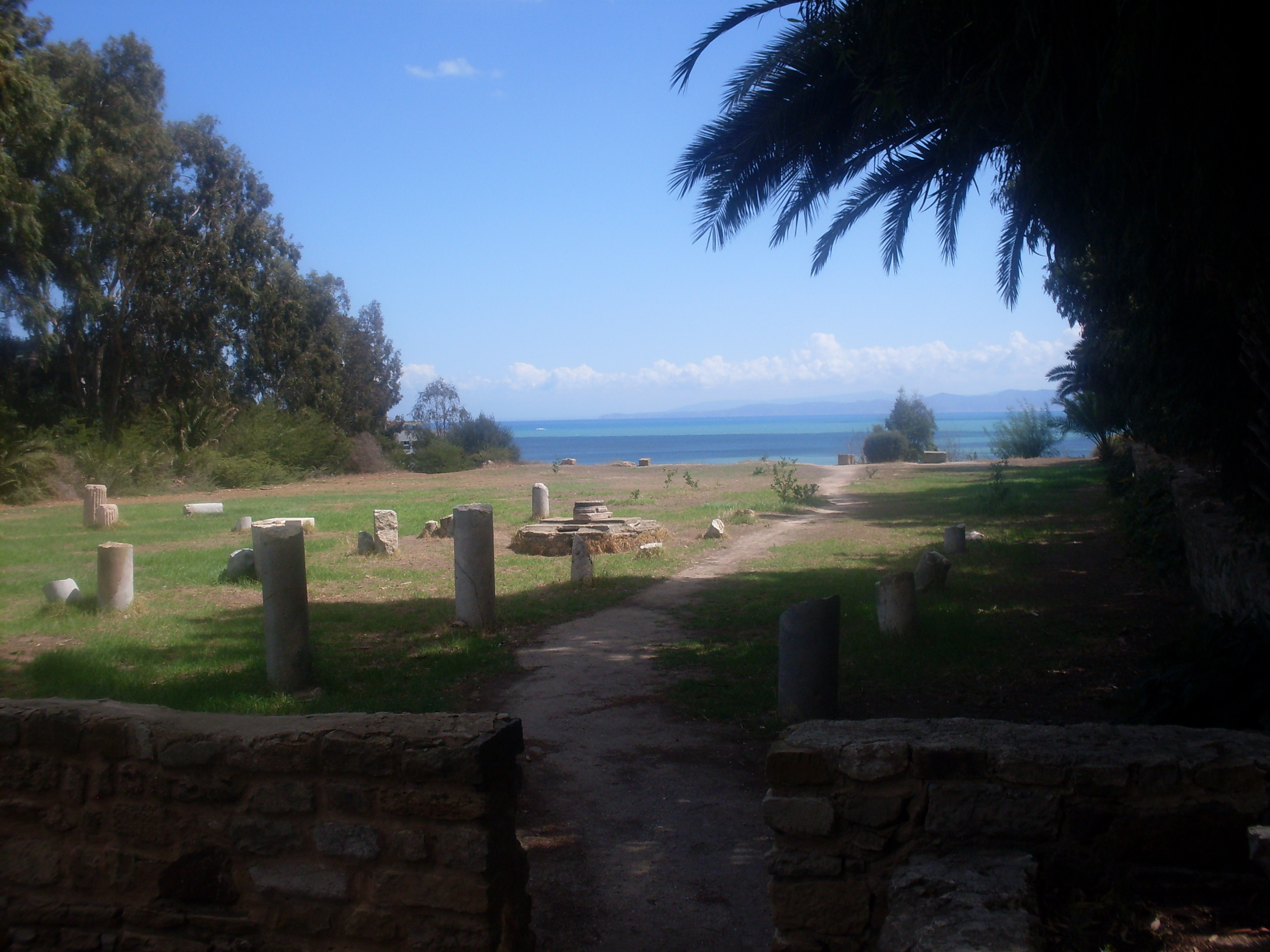
Руины базилики Святого Киприана, обнаруженной в 1915 году.

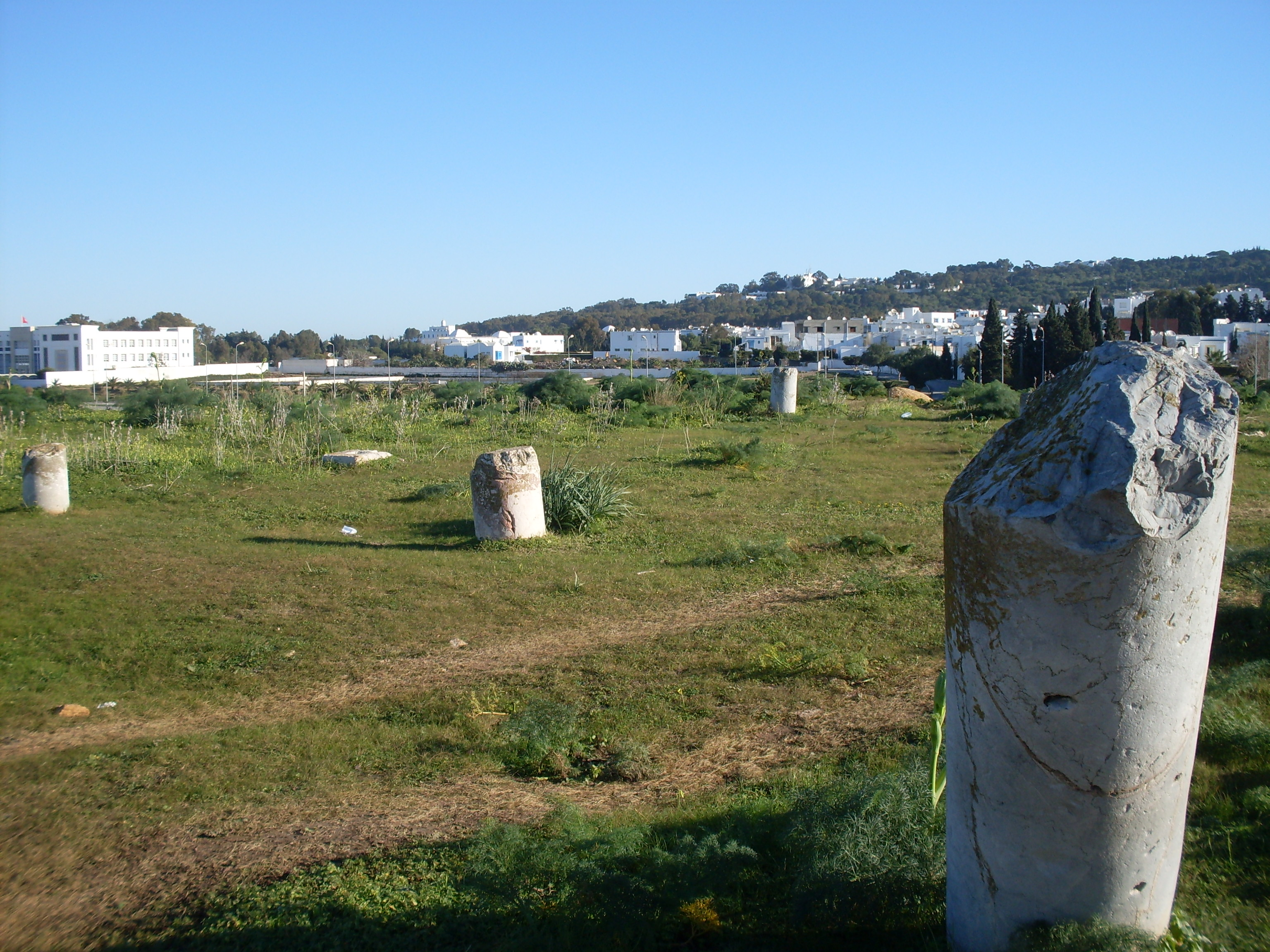
Руины базилики Майорум (также называемой Мейлдфа) в Карфагене, где была найдена надпись, посвящённая Святой Перпетуе и Святой Фелицитате.

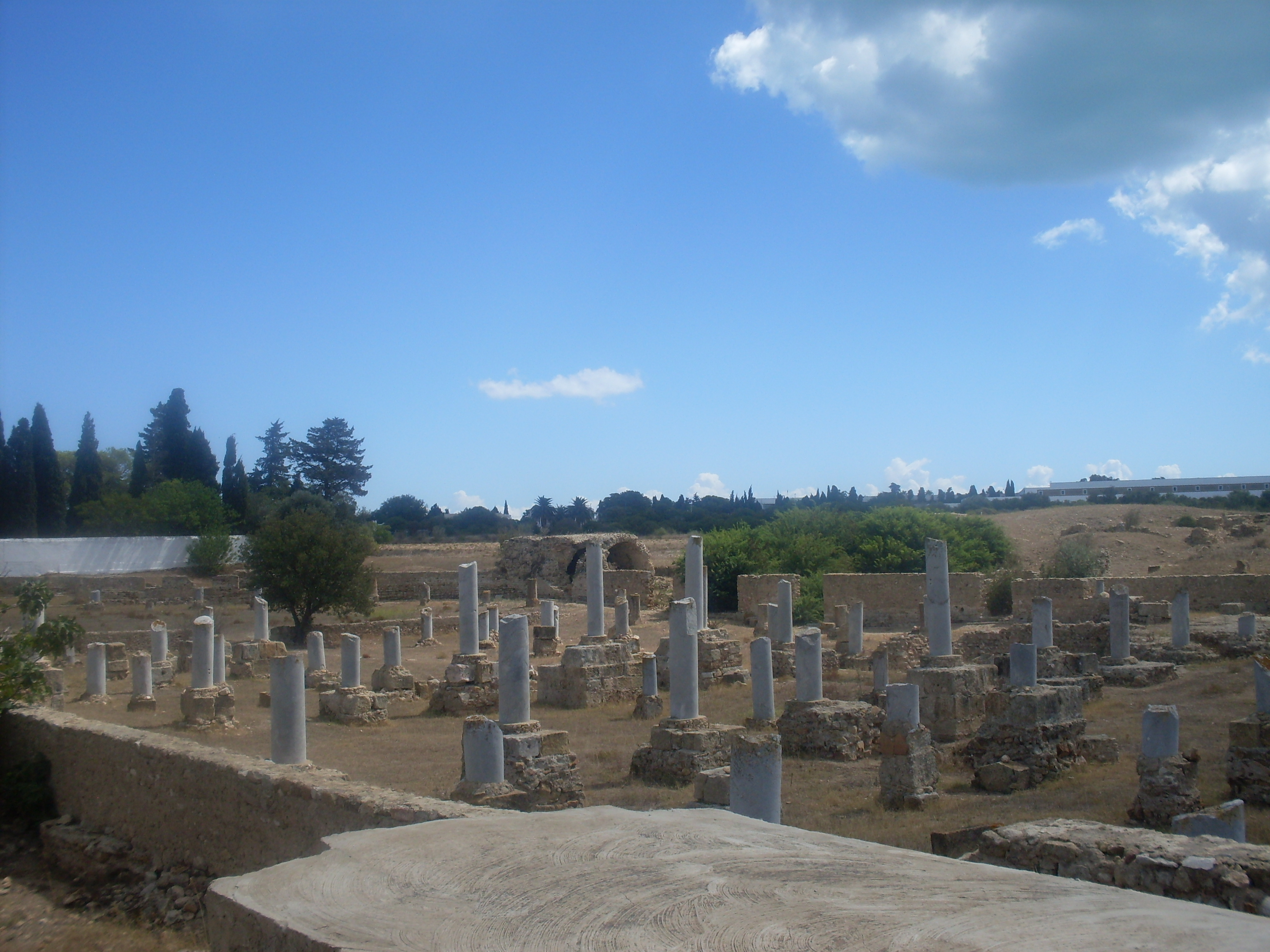
Руины базилики Дамус-Эль-Карита, самого большого церковного здания в Карфагене, украшенного более чем 100 колоннами.

В III веке, во времена патриаршества святителя Киприана, архиепископы Карфагена осуществляли реальное, хотя и не оформленное законодательно первенство в ранней африканской церкви. Не только в римской провинции Африка в самом широком смысле даже, когда она была разделена на три провинции путём учреждения провинций Бизацена и Триполитания, но также, в некоторой надмитрополичьей форме, над Церковью в Нумидии и Мавритании. Провинциальное первенство ассоциировалось скорее со старшим епископом в провинции, чем с отдельным престолом, и имело мало значения по сравнению с авторитетом епископа Карфагенского, к которому могло обратиться непосредственно духовенство любой провинции.
К 300 году, по разным оценкам, в Церковь входило 5−15 % населения империи, то есть 50−75 млн человек[уточнить].
С III по V век Карфаген был местом череды важных церковных соборов.

#### Расцвет и расколы
Архиепископ Киприан, во время своего пребывания на кафедре, столкнулся с противодействием внутри своей епархии по вопросу о надлежащем обращении с лапси, людьми отпавшими от христианской веры под гнётом гонений, но позже вернувшихся к ней. Два карфагенских поместных собора, в 255 и 256 годах, состоявшиеся при Киприане, высказались против действительности еретического крещения, тем самым вступив в прямой спор с архиепископом Рима Стефаном I, который не поддержал данное решение и немедленно отрёкся от них. Третий собор в сентябре 256 года, после разрыва связей с Римской церковью, единогласно подтвердил позицию двух других. Притязания Стефана на всеобъемлющую полноту власти в христианской Церкви, в будущем эти притязания стали известны как примат папы римского, были резко отвергнуты, и в течение некоторого времени отношения между Римским и Африканским престолами были очень напряжёнными. На Первом Вселенском соборе ещё предстояло решить целый ряд нерешённых вопросов, связанных с отношением к лапси и действиями с теми, кто считался еретиками. Восьмой канон собора, в частности, затрагивал новациан.
Раскол в Церкви, получивший название донатистская ересь, начался в 313 году среди христиан Северной Африки. Донатисты подчёркивали святость Церкви и отказывались признавать власть и свершения таинств со стороны тех, кто отказался от Священного Писания, когда оно было запрещено императором Диоклетианом. Донатисты также выступали против участия императора Константина в церковных делах в отличие от большинства христиан, приветствовавших официальное имперское признание христианства.
Иногда ожесточённые споры характеризовались как борьба между противниками и сторонниками римского строя. Наиболее красноречивым североафриканским критиком донатистской позиции, которую стали называть ересью, был Аврелий Августин, епископ Гиппона. Августин утверждал, что недостойность служителя не влияет на действительность таинств, потому что их истинным служителем был Христос. В своих проповедях и книгах Августин, считающийся ведущим выразителем христианских догм, развил теорию о праве христианских правителей применять силу против раскольников и еретиков. Хотя спор был разрешён решением имперской комиссии на Карфагенском соборе в 411 году, донатистские общины продолжали существовать и после VI века.
Непосредственными преемниками Киприана были Лукиан и Карпофорус, но есть разногласия относительно того, кто из них был раньше. Архиепископ Кир, упомянутый в утраченном труде Августина, помещён некоторыми другими после времени Киприана. О епископах IV века сведений больше: Мензурия, архиепископа 303 года, которого сменил в 311 году Цецилиан, который был на Первом Никейском соборе и которому противостоял донатистский епископ Майорин (311—315 годы). Протест против назначения Цецилиана привёл к донатискому расколу. Архиепископ Руф участвовал в антиарианском соборе, состоявшемся в Риме в 337 или 340 году под представительством архиепископа Рима Юлия I. Ему противостоял Донат Великий, основатель донатизма. Грат (344—? годы) участвовал в Сардикийском соборе и председательствовал на Карфагенском соборе 349 года. Ему противостоял Донатус Магнус, а после его изгнания и смерти Пармениан, которого донатисты избрали своим преемником. Реститут принял арианскую формулу на соборе в Римини в 359 году, но позже раскаялся. Геницлий председательствовал на двух соборах в Карфагене, второй из которых состоялся в 390 году. Следующим епископом был Святой Аврелий, который в 421 году председательствовал на другом соборе в Карфагене и был ещё жив в 426 году. Его противником был донатист Примиан, сменивший Пармениана примерно в 391 году. Спор между Примианом и Максимианом, родственником Донатуса, привёл к крупнейшему максимианскому расколу в донатском движении.
К концу IV века многие районы в Северной Африке стали христианизированными, и некоторые берберские племена массово обратились в христианство. К этому времени провинция Африка и всё западное побережье Средиземноморья оказались под управлением Западной Римской империи в результате распада Римской империи, а Карфаген продолжал оставаться центром местного христианства.

### Средневековье

#### Под вандальским владычеством
Капреол был предстоятелем церкви, когда вандалы завоевали Африканский диоцез в 439 году будучи арианами в своём большинстве. Не имея по этой причине возможности присутствовать на Эфесском соборе в 431 году в качестве главного архиепископа Африки, однако он послал своего диакона Басулу или Бессулу представлять его. Примерно в 437 году ему наследовал Кводвультдеус, которого Гейзерих изгнал в Италию. В годы вандальского гнёта и гонений на Церковь долго отстаивавшая свою самостоятельность Карфагенская церковь крайне ослабела, из-за чего она была вынуждена всё более опираться на Римскую церковь. Халкидонский собор в 451 году окончательно определил округа, или пентархии, пяти первенствующих архиепископов, закрепив за ними титул патриархов. Карфагенская церковь не получила самостоятельный статус и была определена как часть Римской церкви, но сохранила самоуправление в качестве автокефальной митрополии.
Пятнадцать лет после изгнания Кводвультдеуса кафедра оставалась вакантной и только 454 году архиепископом был рукоположён Деогратий. Он умер в конце 457 года или в начале 458 года, и Карфаген снова оставался без архиепископа ещё на 24 года. Святой Евгений был рукоположён в сан архиепископа около 481 года, изгнан вместе с епископом Хунерихом в 484 году, возвращён в 487 году, но в 491 году вынужден был опять бежать в Альби в Галлии, где и умер. Когда гонения вандалов закончились в 523 году, Бонифаций стал архиепископом Карфагена и провёл локальный собор в 525 году.

#### Поздний римский период
В 533 году Карфаген был отвоёван римлянами во время Вандальской войны в 533—534 годах и стал частью Восточной Римской империи создав на этих землях преторианскую префектуру Африка, а потом выделив эти земли в Африканский экзархат. С гонениями на никейских христиан было покончено и наступил период относительного мира и спокойствия, арианство же было окончательно запрещено и ликвидировано. Архиепископа Бонифация, который занимал свой пост с 523 года, сменил Репарат, который во время спора о трёх главах вместе со всей Карфагенской церковью, занял позицию, противоположную императору Юстиниану I и Папе Вигилию, за что был сослан в 551 год в Понт, где он умер. Он был заменён Примосом, который принял пожелания императора по поводу спора. Он был представлен на Втором Константинопольском соборе в 553 году епископом из Туниса. Публиан был предстоятелем церкви с 566 по 581 год. Предстоятель Доминик упоминается в письмах Папы Григория Великого между 592 и 601 годами. Предстоятель Фортуний жил во времена папы Феодора I, около 640 год, и отправился в Константинополь во времена патриаршества Павла II с 641 по 653 год. Виктор стал архиепископом Карфагена в 646 году.

#### После завоевания арабами
В начале VIII-го и в конце IX-го века Карфаген всё ещё фигурирует в списках территорий, на юрисдикцию которых претендовал Александрийский патриархат. Но в итоге главенство над Карфагеном твёрдо утверждается за Римской кафедрой. Карфаген ещё оставался важной частью Римской церкви, но в связи с мусульманскими завоеваниями она начала приходить в упадок.
После мусульманского завоевания Магриба Церковь постепенно вымерла вместе с местным диалектом латинского языка. Ранее считалось, что исламизация христиан, была быстрой, и потому арабские авторы уделяли этому мало внимания. Однако, в последнее время эта теория стала подвергаться сомнению, сейчас имеются доказательства того, что Церковь сохранялась в этом регионе в течение многих веков, прежде чем она прекратила своё существование. Известны христианские могилы, написанные на латыни и датированные X−XI веками. К концу X века число епархий в Магрибе составляло 47, в том числе 10 в южном Тунисе. В 1053 году Папа Лев IX заметил, что в Африке осталось только пять епархий.
В некоторых первичных источниках, в том числе арабских, в X веке упоминаются гонения на Церковь и меры, предпринятые мусульманскими правителями для её уничтожения. Раскол в Карфагенской церкви развился во времена Папы Формоза. В 980 году, христиане Карфагена связались с папой римским Бенедиктом VII, с просьбой назначить Иакова в качестве архиепископа.
Два письма папы Льва IX от 27 декабря 1053 года показывают, что Карфагенская церковь, уже являлась составной частью католической церкви, но сохранила широкую автономию, информация была дана в «Patrologia Latina», составленной католическим священником Жаком Полем Минем. Письма были написаны в ответ на консультации относительно конфликта между епископами Карфагена и Гумми о том, кто должен считаться архиепископом, с правом созыва Синода. В каждом из этих двух писем папа сетует на то, что, хотя в прошлом Карфаген мог собрать церковный собор из 205 епископов, теперь же число епископов на всей территории Африки сократилось до 5, и что даже среди этих 5 существовали зависть и раздоры. Однако он поблагодарил епископов, что те передали этот вопрос римскому престолу, чьё согласие было необходимо для окончательного решения вопроса. Первое из двух писем (письмо 83 сборника) адресовано Фоме, епископу африканскому, которого Меснаж считает архиепископом Карфагенским:{{{1}}}. Другое письмо (письмо 84 сборника) адресовано епископам Петру и Иоанну, чьи престолы не упоминаются и которых Папа поздравляет с тем, что они поддержали права карфагенской кафедры.
В каждом из двух посланий Папа Лев заявляет, что после римского архиепископа первым архиепископом и главным митрополитом всей Африки является епископ Карфагенский, а епископ Гуммии, независимо от его достоинства или власти, будет действовать, за исключением что касается его собственной епархии, как и другие африканские епископы, путём консультаций с архиепископом Карфагена. В письме, адресованном Петру и Иоанну, Папа Лев добавляет к своему заявлению о положении архиепископа Карфагенского красноречиво написав: «… и он не может, ради блага любого епископа во всей Африке, потерять привилегию, полученную раз и навсегда от святого Римского и апостольского престола, но он будет удерживать её до конца мира, до тех пор, пока имя Господа нашего Иисуса Христа призывается там, лежит ли Карфаген опустошённым или он когда-нибудь восстанет во славе». Когда в XIX веке карфагенская кафедра был на некоторое время восстановлена католиками, кардинал Шарль Лавижери велел начертать эти слова золотыми буквами под куполом своего великого собора. Здание теперь принадлежит тунисскому государству и используется для проведения концертов. Карфагенская Церковь в XI веке была всё ещё способна поддерживать в своей среде довольно высокий уровень образования, на что указывает информация о учёном-медике Константине Африканском, выходца из собственно Карфагена, поселившегося на Сицилии около 1069 года и занимавшегося переводами медицинских трактатов с арабского на латынь.
Позже, архиепископ Карфагенский по имени Кириак отказывался совершать неканонические посвящения, за что подвергся обвинению со стороны своего клира перед сарацинским эмиром, тот приказал его жестоко пытать, после чего Кириак был брошен в тюрьму. Папа Григорий VII написал ему письмо утешения, повторив надёжные заверения в первенстве карфагенской кафедры: «должна ли Церковь Карфагена оставаться опустошённой или восстать снова во славе». Также в том послании папа хвалил Кириака за мужество и убеждал терпеливо переносить испытания; в то же время он жёстко высказался в отношении тех кто пожаловался на Кириака, и под угрозою отлучения от Церкви призвал их к покаянию. К 1076 году Кириак был освобождён, но в провинции осталось только две епархии, в том числе Карфагенская, поэтому Папа задумывался об учреждении новых епархий, но этим планам не суждено было сбыться. Это последние иерархи, о ком упоминается в тот период в истории церкви. Ко времени Григория VII Церковь была не в состоянии выбрать предстоятеля, что традиционно требовало присутствия только трёх других епископов. Вероятно, это было вызвано гонениями и, возможно, разрывом связей с другими Церквями.
В 1152 году мусульманские правители из династии Альмохадов начали сильные гонения против всех иноверцев на своей подконтрольной территории, христианам Туниса дали «простой» выбор, либо обратиться в ислам, либо принять смерть. После этих гонений единственной уцелевшей африканской епархией, упомянутой в списке католической церкви в 1192 году, была Карфагенская епархия. К 1246 году при папе Иннокентии IV Карфагенская церковь была полностью уничтожена мусульманами.
Несмотря на уничтожение Карфагенской церкви, местное христианство продолжало существовать на протяжении нескольких столетий. К примеру, Ибн Хальдун в конце XIV века свидетельствовал о наличии на территории современного государства Тунис отдельных деревень, где проживали только христиане, которые платили специальные налоги харадж и джизью. Местное христианство всё ещё было засвидетельствовано в XV веке, хотя оно не было в общении с римским престолом. В 1709 году Мауль Ахмад упомянул в своих записях про наличие остатков христианского населения, так он писал: «жители Таузара это остатки христиан, которые когда-то жили в Ифрикии, до арабского завоевания».

## Предстоятели
- ап. Епенет
- Оптат
- Агриппин (упом. ок. 197 — нач. III в.)
- Кир
- Донат I
- Киприан (249—258)
  - Феликиссим, лжеепископ (251 — ?)
  - Фортунат, лжеепископ
  - Максим, лжеепископ
- Карпофор (258 — ?)
- Лукиан
- Менсурий (? — 306)
- Цецилиан (306 — ок. 325)

Донатисты:
- - Майорин[англ.], епископ (306—315)
  - Донат Великий, епископ (315—355), изгнан в 347
  - Пармениан, епископ (355—391)
  - Примиан[англ.], епископ (391—393, 394 — ок. 400-х)
  - Максимиан[англ.], епископ (393—394)

Халкидонцы:
- Грат (ок. 330-х — 352)
- Реститут (352—373)
- Генефлий (373 — ?)
- Аврелий (391 — ок. 430)
- Капреол[итал.] (430—435)
- Кводвультдеус (ок. 434 — ок. 454, бежал в 439)
- Деогратий[фр.] (ок. 454—456)
  - вдовство кафедры
- Евгений (481—505, изгнан в 496)
  - вдовство кафедры
- Вонифатий (ок. 523 — ок. 535)
- Репарат (ок. 535 — ок. 553, изгнан в 551)
- Примос (Примасий) (ок. 553 — ок. 565)
- Публиан (ок. 581)
- Доминик (ок. 591)
- Фортуний (ок. 632)
- Виктор (ок. 635)
  - неизвестно
- Фома (ок. 1053)
- Кириак (ок. 1076)
  - неизвестно

## Литургия

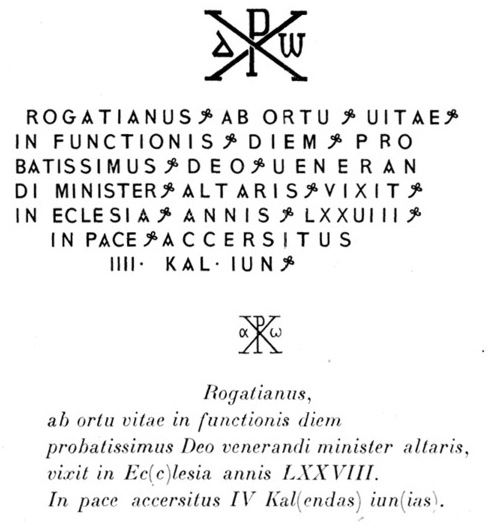
Эпитафия карфагенского патриарха, найденная в современном Улед Мумен, провинция Сук Ахрас (Алжир).

Литургия церкви известна нам из описаний отцов церкви, но не существует ни единого сочинения, ни богослужебной книги, составленной представителями данной церкви. Труды Тертуллиана, св. Киприана, св. Августина полны ценных указаний, указывающих на то, что литургия в Африке представляла много характерных точек соприкосновения с литургией Римской церкви. Литургический год состоял из праздников в честь Господа и множества мучеников, которые компенсировались определёнными днями покаяния. Однако Африка, похоже, в этом вопросе не строго соответствовала тому, что было обычным делом. В станционные дни (среда и пятница), пост не продолжался дольше третьего часа после полудня. Пасха в Карфагенской церкви имела такой же характер, как и в других церквях; она продолжала втягивать в свою орбиту часть года, фиксируя дату Великого поста и пасхального сезона, в то время как Пятидесятница и Вознесение также тяготели вокруг неё. Рождество и Крещение чётко отделялись друг от друга и имели фиксированные даты. Культ мучеников не всегда можно отличить от культа мёртвых, и только постепенно линия была проведена между мучениками, которых следовало призывать, и мёртвыми, за которых следовало молиться. Молитва (прошение) о месте освежения, свидетельствует о вере в обмен помощи между живыми и умершими. Вдобавок к молитве за умерших мы находим в Африке молитву за определённые классы живых.

## Язык
Жители Северной Африки использовали одновременно несколько языков; северная часть поначалу была латиноязычной. Действительно, до и в течение первых веков нашей эры мы находим там процветающую латинскую литературу, множество школ и известных риторов. Также в Карфагене во II веке активно использовался греческий язык; некоторые трактаты Тертуллиана были написаны на греческом языке. Однако неуклонное развитие римской цивилизации привело к пренебрежению и отказу от греческого языка. В начале III-го века любой афро-римлянин, выбранный наугад, легче выразился бы на греческом, чем на латыни; двести лет спустя святой Августин и поэт Драконций имели в лучшем случае лишь небольшое знание греческого языка. Что касается местных диалектов, о них мало известно. До нас не дошло ни одно произведения христианской литературы, написанного на пуническом языке, хотя не может быть никаких сомнений в том, что духовенство и верующие использовали этот язык, на котором широко говорили в Карфагене и прибрежных городах Проконсульской Африки. Низшие и средние классы говорили на пуническом, и циркумцеллионы были одними из последних его приверженцев и носителей. Христианские писатели почти полностью игнорируют ливийский или берберские языки. Святой Августин подтверждал, что этот язык использовался только среди кочевых племён.

## Епархии Карфагенской церкви
Древние епископские кафедры Проконсульской Африки, перечисленны в Annuario Pontificio как титульные епархии католической церкви:
- Епархия Аббир-Германицианы
- Епархия Аббира Великого
- Абитинае
- Абора
- Епархия Абсасаллы
- Абтугни
- Абзири
- Агбия, суффраган Карфагена
- Алтибурус
- Аписа Маиус
- Аптука (поселение)
- Аква в Проконсулари
- Аква Новае в Проконсулари
- Епархия Аради
- Ассурас
- Аусана
- Аусуага
- Авенса
- Авиоккала
- Авитта Бибба
- Хенчир-Белли (поселение)
- Сиди-Брахим
- Бенвентум
- Билта
- Биджга
- Бита (Тунис)
- Битеттум
- Бонуста
- Босета
- Босса
- Ботриана
- Булла
- Булла-Регия
- Епархия Булны
- Буре
- Буруни (Тунис)
- Буслакена
- Цекири
- Канапиум
- Карпи (Тунис)
- Карфагенская епархия — митрополичья архиепископия.
- Кефала
- Келлае в Проконсулари
- Епархия Кербали
- Килибия
- Цинкари
- Циссита
- Келибия
- Кресима
- Кубда
- Кулуси
- Курубис
- Друсилина
- Егуга
- Сиди Ахмед Джедиди
- Енера
- Фурнос Майор и Фурнос Минор
- Епархия Гисипы
- Гиуфи
- Епархия Себха-Эль-Курсия
- Гор (Тунис)
- Гумми в Проконсулари
- Гунела
- Хилта
- Бизерта
- Орта
- Лакубаза
- Лапда
- Ларес
- Либертина
- Луперциана
- Марчеллиана
- Матеер
- Маттиана
- Радес
- Епархия Медели
- Мохамедия (Тунис)
- Мелзи
- Мембресса
- Мигирпа
- Миссуа
- Мизиги
- Мулли
- Мусти
- Музука в Проконсулари
- Нараггара
- Набуль (город)
- Нова
- Нумлули
- Епархия Оббы
- Пария в Проконсулари
- Епархия Пертусы
- Пия
- Писита
- Покофельтус
- Пупиана
- Пуппи
- Рукума
- Рукуса
- Сайя Майор
- Сциллиум
- Себарга
- Селамселай
- Семина
- Епархия Семты
- Серра
- Епархия Сицца Венерия
- Епархия Сицценны
- Сицилибба
- Симидикка
- Епархия Симинги
- Епархия Симинины
- Чемтоу
- Епрахия Синны
- Епархия Синнуары
- Епархия Ситипы
- Чаоуач
- Суккуба
- Сулулос
- Сутунура
- Епархия Таборы
- Епархия Тации Монтаны
- Епархия Тадуи
- Епархия Тагарты
- Епархия Теглата Проконсуляри
- Тела
- Тепела
- Табарка
- Тапс
- Епархия Теудали
- Епархия Тибари
- Епархия Тибики
- Тибиука
- Тигника
- Тисидуо
- Тинджа
- Епархия Тизики
- Тубурбон Больший
- Тебурба
- Тюбурница
- Тебурсук
- Епархия Туккабора
- Дугга
- Епархия Тунигабы
- Тунусрума
- Тунусуда
- Епархия Тигиммы
- Рас-эль-Джебель
- Епархия Тисили
- Титули в Проконсуларии
- Трисиба
- Тубернука
- Тубиза
- Епархия Туланы
- Тунис
- Епархия Туррис в Проконсуларии
- Епархия Туруды
- Епархия Турузи
- Уккула
- Учи Майюс
- Укрес
- Улули
- Епархия Уруси
- Утина
- Утика
- Епархия Утиммы
- Епархия Утиммиры
- Узалис
- Уззипари
- Вага (город)
- Валлитанус
- Епархия Вазари-Дидда
- Вази-Сарра
- Епархия Вертаны
- Епархия Вико делла Торре
- Епархия Вилламагна Проконсуларии
- Вина
- Епархия Винды
- Епархия Воли
- Зама (Тунис)
- Зарна
- Зица
- Зури

## Цитаты
1. ↑  фр. "les gens de Touzeur sont un reste des chrétiens qui étaient autrefois en Afrik’ïa, avant que les musulmans en fissent la conquête" '"`UNIQ--ref-00000026-QINU`"'